# Chamobates apathyi
Chamobates apathyi är en kvalsterart som först beskrevs av Tafner 1905.  Chamobates apathyi ingår i släktet Chamobates och familjen Chamobatidae. Inga underarter finns listade i Catalogue of Life.